# قيصوم صوفي
القيصوم الصوفي  (باللاتينية: Achillea tomentosa) نوع نباتي عشبي يتبع جنس القيصوم من الفصيلة النجمية.

## الموئل والانتشار
ينتشر في كرواتيا وإيطاليا وإسبانيا وسويسرا.